# 广运 (大理)
广运（1138年—1147年）是大理国皇帝段正严的第五個年号，共計10年。
雲南文獻記載皆作「广运」，根据1985年在来凤山茶厂火葬墓出土的买地券及通海白塔心發現的青颯墓碑，與雲南文獻記載相同。
起訖年，方詩銘、李崇智、段玉明、李家瑞作年－1147年，王雲、黃德榮作1138年－1147年。

## 年號及改元出處
- 倪輅《南詔野史》：「宋徽宗大觀二年（1108），改元日新，又改元文治。……」
- 胡蔚《增訂南詔野史》：「宋徽宗戊子大觀二年（1108）即位。明年（1109），改元日新，又改元文治、永嘉、保天、廣運。……高宗丁卯紹興十七年（1147），王老，因諸子內爭外叛、遂禪位為僧，在位三十九年。」
- 王崧《雲南備徵志》：「宋大觀二年（1108）即位，改元日新。……三年（即位第三年，1110），改元文治。……禪位為僧，在位四十年。」
- 諸葛元聲《滇史》：「段氏十六世正嚴，以宋徽宗大觀二年戊子（1108）立，改元日新。庚寅（1110），改元文治。……正嚴于壬寅年（1122）改元永嘉。己酉（1129），改元保天。……戊午（1138），正嚴又改元廣運。丁卯（1147），避位為僧，在位凡四十年。」
- 李京《雲南志略》：「子政嚴立，改元日改（陶宗儀《說郛》作日新）、文治、永嘉、天保、廣運。在位四十年。」
- 楊慎《滇載記》：「正嚴以宋徽宗大觀二年（1108）立，四十年，改元四，曰日新、永嘉、保天、廣運。」
- 馮蘇《滇考》：「徽宗大觀二年（1108）子正嚴嗣，改元日新、文治、永嘉、保天、廣運。……立四十年，避位為僧。」
- 《白古通記淺述》：「正嚴立四十年。」
- 來鳳山茶廠火葬墓地M124買地券：「維廣運二年歲次己未十一月戊寅朔二十九日。」[7][8]
- 《青颯墓碑》：「廣運辛酉之峕。」

## 纪年對照表
| 广运 | 元年   | 二年   | 三年   | 四年   | 五年   | 六年   | 七年   | 八年   | 九年   | 十年   |
| ---- | ------ | ------ | ------ | ------ | ------ | ------ | ------ | ------ | ------ | ------ |
| 公元 | 1138年 | 1139年 | 1140年 | 1141年 | 1142年 | 1143年 | 1144年 | 1145年 | 1146年 | 1147年 |
| 干支 | 戊午   | 己未   | 庚申   | 辛酉   | 壬戌   | 癸亥   | 甲子   | 乙丑   | 丙寅   | 丁卯   |

## 同期存在的其他政权年号
- 中國
  - 紹興（1131年－1162年）：宋－宋高宗趙構之年號
  - 羅平（1141年）：南宋時期王法恩之年號
  - 康國（1134年－1143年）：西遼－遼德宗耶律大石之年號
  - 咸清（1144年－1150年）：西遼－感天皇后蕭塔不煙之年號
  - 天眷（1138年－1140年）：金－金熙宗完顏亶之年號
  - 皇統（1141年－1149年）：金－金熙宗完顏亶之年號
  - 天興（1147年）：金朝時期大蒙古皇帝熬羅孛極烈之年號
  - 大德（1135年－1139年）：西夏－夏崇宗李乾順之年號
  - 大慶（1140年－1144年）：西夏－夏仁宗李仁孝之年號
  - 人慶（1144年－1148年）：西夏－夏仁宗李仁孝的年號
- 越南
  - 紹明（1138年－1140年）：李朝－李英宗李天祚之年號
  - 大定（1140年－1162年）：李朝－李英宗李天祚之年號
- 日本
  - 保延（1135年－1141年）：崇德天皇之年號
  - 永治（1141年－1142年）：崇德天皇、近衞天皇之年號
  - 康治（1142年－1144年）：近衛天皇之年號
  - 天養（1144年－1145年）：近衛天皇之年號
  - 久安（1145年－1151年）：近衛天皇之年號